# Bataille de Connor
Expédition écossaise en Irlande
Batailles
- Moiry Pass
- Connor
- Kells
- Skerries
- Athenry
- Lough Raska
- Dysert O'Dea
- Faughart

La bataille de Connor opposa le royaume d'Écosse et la seigneurie d'Irlande le 10 septembre 1315. Elle fait partie de la campagne d'Édouard Bruce en Irlande entre 1315 et 1318.

## Contexte
Édouard Bruce, frère du roi d'Écosse Robert Ier, débarque à Larne en mai 1315 et se fait proclamer roi d'Irlande, afin de perturber les Anglais qui contrôlent le Sud de l'Écosse. Il pénètre dans la ville de Carrickfergus puis dans celle de Dundalk le 29 juin.
Le comte Richard de Bourg rassemble une armée le 22 juillet afin de battre Bruce mais refuse de combattre dans ses terres de l'Ulster. Cette décision se révèle être une erreur stratégique car Bruce a désormais le choix du champ de bataille.

## La bataille
Bruce se retire fin août et franchit la rivière Bann, dont il détruit le pont afin de retarder l'armée irlandaise commandée par de Bourg.
Bruce envoie un message à Felim mac Aeda Ua Conchobair, un allié de de Bourg, le reconnaissant comme roi de Connacht s'il se retire. Conchobair obtempère, ce qui contraint de Bourg à se retrancher à Connor.
De Bourg est défait par Bruce, qui est en supériorité numérique après la défection de Conchobair. La prise de Connor permet à l'armée de Bruce de se réapprovisionner pour l'hiver. De Bourg s'enfuit quant à lui au château de Carrickfergus.

## Conséquences
Bruce consolide sa position en Ulster et défait l'armée anglaise à la bataille de Kells en novembre 1315 puis le reste de l'armée irlandaise à la bataille de Skerries en janvier 1316.